# Johann Christian Reil
Johann Christian Reil (20 février 1759, Rhaude - 22 novembre 1813, Halle) est un médecin, anatomiste, physiologiste et psychiatre allemand.

## Biographie
Johann Christian Reil est l'ainé d'une fratrie de 5 enfants. Son père Johann Julius Friedrich Reil est un pasteur luthérien.
Il commence ses études de médecine à Göttingen en 1779 puis est transféré à l'université de Halle en 1780 où il présente sa thèse « Tractatus de Polycholia ».
Il fut professeur de thérapeutique et directeur de la clinique à l'université de Halle, président du conseil des mines, professeur de médecine à l'université de Berlin, et directeur général des hôpitaux créés après la bataille de Leipzig.
Il meurt du typhus en visitant les malades.
Il a rédigé de 1795 à 1815 les Archives de physiologie en 12 volumes, et a publié un mémoire De structura nervorum (1796), où il veut établir que les nerfs sont des tubes dans lesquels circule un fluide particulier, et où il compare le mécanisme des fonctions nerveuses à celui de la pile électrique.
Son nom est resté attaché à une portion du cortex cérébral qu'il a bien décrite, l'insula de Reil.
Son engagement comme psychiatre et le fait qu'on lui doit le terme psychiatrie sont des éléments restés plus méconnus. Son livre Rhapsodies... de 1808  mérite amplement de figurer dans l'histoire de la psychiatrie[Pour qui ?], et celle de la psychothérapie. En fait, Kirchhoff par exemple pouvait dire de lui, qu'il était le créateur de la psychothérapie rationnelle[réf. nécessaire]. « Les sentiments et les idées sont les moyens adéquats de corriger les troubles du cerveau et de lui rendre sa vitalité » peut-on lire dans son ouvrage qui expose aussi tout un programme de traitement de la maladie mentale : 

« En premier lieu, le nom des institutions doit changer. Il faut remplacer le mot "Tollhaus" (maison des fous) par celui d'hôpital pour traitement psychique ou quelque chose de ce genre et la direction doit être confiée à un triumvirat composé d'un médecin, d'un psychologue et d'un administrateur. Cet hôpital devrait se situer dans un site agréable (...). »

Il distingue trois types de traitements : les traitements chimiques (incluant la diététique et les médicaments), les traitements mécaniques et physiques (incluant la chirurgie) et les traitements psychiques qui représentent selon lui une forme de traitement autonome aussi importante que la chirurgie ou la pharmacothérapie.

## Publications
- Rhapsodies sur l'emploi d'une méthode de cure psychique dans les dérangements de l'esprit, trad. par Marc Géraud, ed.: Champ social, 2006,  (ISBN 2-913376-68-1)
- Reil, Johann Christian (1803)
- On the Term of Medicine and Its Ramififications, Particularly in Relation to the Revision of the Topic of Psychiatry